# Keulse pot

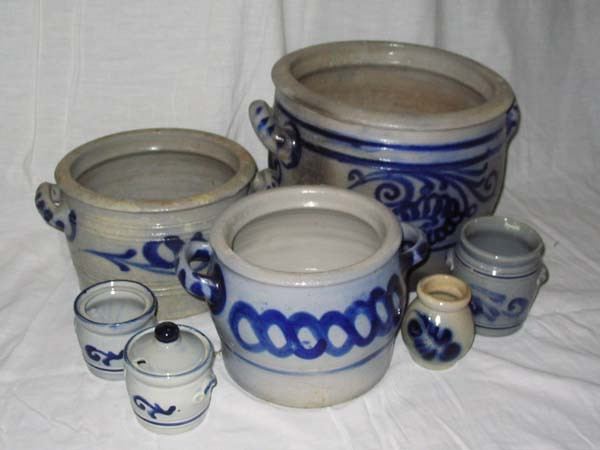
Keulse potten in verschillende maten

Een Keulse pot is een stenen pot die eeuwenlang gebruikt werd voor het inleggen van groente, vlees en eieren.
De Keulse pot is gemaakt van keramisch materiaal (gres) met een laagje zoutglazuur. Deze laag glazuur zorgt ervoor dat de pot waterdicht is. Geglazuurd aardewerk geeft bovendien geen bijsmaak af aan voedsel dat erin wordt bewaard. De potten werden verhandeld in Keulen en geproduceerd in het Westerwald en onder meer in Frechen en Siegburg. De Keulse pot is meestal grijs-blauw met kobaltblauwe versieringen en soms ook bruin van kleur. Ze werden in allerlei formaten gemaakt, van heel kleine potjes tot grote potten met een inhoud van 20 tot 30 liter.

## Inleggen
In de zomer werden groenten geoogst, zoals boontjes en koolsoorten, waarna deze geconserveerd werden door ze in te leggen in een Keulse pot. De groente werd schoongemaakt. De Keulse pot werd gevuld met laagjes rauwe groente afgewisseld met laagjes zout. Op de pot werd een schone doek gelegd en daarop een houten deksel met een steen erop om het op zijn plaats te houden. De pot werd op een koele plaats gezet. Af en toe moest het door het zout gevormde vocht worden verwijderd en werd er weer een schone doek opgelegd. In de winter werd een portie groente uit de pot gehaald en goed afgespoeld, waarna het gekookt werd. Snijbonen en zuurkool waren typische wintergroenten uit de Keulse pot. De snijbonen werden vooral in combinatie met witte bonen gegeten, deze konden namelijk gedroogd bewaard worden en waren zodoende ook het hele jaar voorhanden.
November is de slachtmaand. Dan werd het varken geslacht. De ham en het spek werden gedroogd in de schouw. De andere stukken vlees werden in Keulse potten gedaan, op dezelfde manier als de groente.
In de winter leggen kippen bijna geen eieren. Daarom werden eieren in de zomer gekookt, gepeld en in een Keulse pot gelegd. Dit werd overgoten met azijn en weer afgedekt.
Ook groenten (zoals augurken en uien) en fruit (zoals vossenbessen en kwetsen) werden in Keulse potten in azijn ingelegd.
Op deze manier kon voedsel bewaard worden voor de winter. Ook werden Keulse potten met voedsel meegenomen op schepen.

## Andere toepassingen
Vanaf 1900 begon men ook met inmaken of wecken. Omdat de aanschaf van weckpotten, een weckketel en andere benodigdheden duur was, duurde het tot ongeveer 1920 voor inmaken populairder geworden was dan inleggen in Keulse potten.
Keulse potten werden nog wel gebruikt om boter, reuzel, zout, mosterd, soda enz. in te bewaren. Ook kregen ze een decoratieve functie in de keuken waar ze gevuld werden met bijvoorbeeld houten lepels of gebruikt werden als bloempot.

## Trivia
- Een rommelpot kon gemaakt worden door een Keulse pot te overspannen met een varkensblaas, waar een stokje door werd gestoken.
- Piggelmee woonde met zijn vrouw in een omgekeerde Keulse pot.